# Loris Kessel
Loris Kessel (Lugano, 1950. április 1. – 2010. május 15.) svájci autóversenyző.

## Pályafutása
1976-ban és 1977-ben összesen hat versenyen vett részt a Formula–1-es világbajnokságon. Ebből mindössze három alkalommal tudta magát kvalifikálni a futamra is. Pontot érő pozícióban egyszer sem ért célba, legjobb helyezése az 1976-os belga nagydíjon elért tizenkettedik helyezés.
Később saját csapatot alapított. Az alakulat jelenleg is több túraautó bajnokságban jelen van.

## Eredményei

### Teljes Formula–1-es eredménylistája
(Táblázat értelmezése)

(Félkövér: pole-pozícióból indult; dőlt: leggyorsabb kört futott) 

| Év   | Csapat                    | Modell           | Motor       | 1   | 2   | 3   | 4      | 5      | 6   | 7      | 8      | 9   | 10  | 11     | 12  | 13  | 14     | 15  | 16  | 17  | Helyezés | Pont |
| ---- | ------------------------- | ---------------- | ----------- | --- | --- | --- | ------ | ------ | --- | ------ | ------ | --- | --- | ------ | --- | --- | ------ | --- | --- | --- | -------- | ---- |
| 1976 | RAM Racing                | Brabham BT44B    | Cosworth V8 | BRA | RSA | USW | ESP Nk | BEL 12 | MON | SWE Ki | FRA Nk | GBR | GER | AUT Hn | NED | ITA | CAN    | USA | JPN |     | -        | 0    |
| 1977 | Jolly Club of Switzerland | Apollon-Williams | Cosworth V8 | ARG | BRA | RSA | USW    | ESP    | MON | BEL    | SWE    | FRA | GBR | GER    | AUT | NED | ITA Nk | USA | CAN | JPN | -        | 0    |